# محمدتقی عبده بروجردی
محمدتقی عبده بروجردی معروف به محمد عبده عالم دینی، فقیه و قاضی دوران پهلوی بود.

## تولد و خانواده
محمد عبده فرزند  ملاحسین بروجردی‌در سال ۱۲۵۸(ش) در بروجرد به دنیا آمد. جلال عبده فرزند وی سفیر ایران در هند و حکمران گینه بیسائو بوده‌است. علی عبده فرزند دیگرش، مشتزن حرفه‌ای و مدیر باشگاه پرسپولیس بوده‌است.

## تحصیلات و تدریس
او تحصیلات حوزوی خود را تا سن شانزده سالگی در بروجرد و پس از آن در تهران ادامه می‌دهد. از استادان او می‌توان به  میرزا حسن آشتیانی، آیت الله لاهیجی، میرزاهاشم حکیم اشاره کرد. او اجازه اجتهاد خود را  میرزا حسن آشتیانی دریافت کرده و به تدریس در مدرسه دانش و «ایران وآلمان» مشغول شده و به فراگیری زبان آلمانی مبادرت می‌ورزد. سپس در دوره‌های شبانه مدرسه آلیانس شرکت کرده و زبان فرانسه را یادمی‌گیرد.
عبده، در کنار فعالیت‌های قضایی، به تدریس در مدرسه عالی حقوق و سپس دانشکده حقوق و علوم سیاسی دانشگاه تهران می‌پرداخت، او دروس فقه و اصول ، حقوق مدنی و اصول محاکمات مدنی را تدریس می‌کرد، پس از دانشکده حقوق، اکثر در کلاس‌های قضایی دادگستری و حوزه‌های علمیه تهران مانندحوزه علمیه صدر و همچنین مدرسه عالی سپهسالار به تدریس می‌پرداخت.در دوران بازنشستگی نیز تا پایان عمر مدرس دانشکده الهیات دانشگاه تهران بود و عموماً دروس اصول فقه و معارف اسلامی راارائه می‌داد.
عبده در دههٔ ۱۳۱۰ (ش) پایان نامهٔ دکترای خود تحت عنوان "انحلال عقد واحد به عقودمتعدد " را ارائه کرد و نظرات وی در امور قضایی، همواره جزو نمونه‌های ابتکاری و جالب توجه قضایی وحکمیت و استدلال‌های حقوقی به‌شمار می‌آمد و مرجعی تمام عیار در علوم حقوقی و اصول محاکمات شناخته شده بود.

## فعالیت های قضائی
عبده بروجردی با کناره گیری از مدرسه ایران و آلمان به خدمت قضائی پرداخته و به عنوان عضو دادگاه تجدیدنظر تهران، آغاز به کار کرد. پس از چند سال دادستان تجدیدنظر تهران شد و در این سمت تا زمان انحلال عدلیه و تشکیل دادگستری نوین، باقی ماند و پس از تشکیل دادگستری نوین به مستشاری دیوان عالی و کمی بعد به عضویت محکمهٔ انتظامی قضات و سپس ریاست دادگاه انتظامی قضات منصوب شد و تا زمان بازنشستگی، حدود سی سال دراین پست به انجام وظیفه پرداخت.
آثار تألیفی باقی مانده از وی عبارتند از: حقوق مدنی، شرح قانون مدنی، کلیات حقوق اسلامی، اصول و رویهٔ قضایی مستخرجه از آرای دیوان عالی تمیز، صرف و نحو عربی.

## در گذشت
عبده بروجردی در سحرگاه پانزدهم تیرماه ۱۳۴۶ (ش.)، پس از ادای نماز صبح درگذشت و بر جنازه او مرعشی نجفی نماز میت خواند. جسد او در جوار مرقد فاطمه معصومه در قم به خاك سپرده شده است.